# 기타야마촌 (후쿠시마현)
기타야마촌(北山村)은 후쿠시마현 야마군에 일찍이 존재했던 촌이다.

## 지리
현재의 기타시오바라촌 서부에 해당한다.

## 역사
- 1889년 4월 1일 - 정촌제 시행에 의해 3촌이 합병해 야마군 기타야마촌이 성립하였다.
- 1954년 3월 31일 - 오시오촌, 히바라촌과 함께 합병해 기타시오바라촌이 성립하여, 기타야마촌은 소멸하였다.

## 인구
| 1889년 | 1,127 |
| 1920년 | 1,378 |
| 1947년 | 1,685 |

## 참고문헌
- 角川日本地名大辞典編纂委員会『角川日本地名大辞典 7 福島県』、角川書店、1981年 ISBN 4-04-001070-1
- 日本加除出版株式会社編集部『全国市町村名変遷総覧』、日本加除出版、2006年、ISBN 4-8178-1318-0